# Beatrice Rana
Beatrice Rana (* 22. Januar 1993 in Copertino, Apulien) ist eine italienische Pianistin.

## Leben
In eine Musikerfamilie hineingeboren, spielte Beatrice Rana bereits mit neun Jahren Bachs Klavierkonzert f-moll in einem öffentlichen Konzert. Mit 16 Jahren beendete sie ihre Klavier- und Kompositionsstudien am Conservatorio di Musica Nino Rota in Monopoli. Danach studierte sie  in Hannover bei Arie Vardi und in Rom an der Accademia Nazionale di Santa Cecilia. Sie absolvierte Meisterklassen in Italien, Frankreich und den Vereinigten Staaten von Michel Béroff, Aldo Ciccolini, Andrzej Jasiński, François-Joël Thiollier und Elisso Wirsaladse.
Sie gewann bei mehreren nationalen und internationalen Klavierwettbewerben erste Preise. Genannt seien hier der Muzio Clementi Competition, der International Piano Competition of the Republic of San Marino und der Bang & Olufsen PianoRAMA Wettbewerb. Im Jahr 2010 erhielt Rana den Arturo Benedetti Michelangeli Preis, 2011 den Montreal International Competition. Bei letzterem Wettbewerb wurden ihr zusätzlich alle Sonderpreise zugesprochen. Im Juni 2013 wurde Rana mit dem 2. Preis und dem Publikumspreis der renommierten Van Cliburn International Piano Competition ausgezeichnet.
Beatrice Rana ist eine weltweit gefragte Solistin. Sie gastierte bereits in der Tonhalle Zürich, dem Konzerthaus Wien, der London Wigmore Hall, der Walt Disney Hall, dem Washington DC Center, der Ferrara Musica, dem Auditorium du Louvre und dem Lied Center of Kansas. Ebenfalls auf Festivals wie dem Verbier Festival, Radio-France Festival, Portland Piano Festival, Klavier Festival Ruhr, Toronto Summer Music und dem La Roque d’Anthéron Festival ist Beatrice Rana international präsent. Sie konzertierte als Gast verschiedener internationaler Orchester wie dem Los Angeles Philharmonic Orchestra, dem Detroit Symphony Orchestra, dem London Philharmonic Orchestra, dem Orchester der Accademia di Santa Cecilia, dem RAI Symphony Orchester Turin, den Dresdner Philharmonikern, der Filharmonica della Scala, dem Maggio Musicale mit Dirigenten wie Yannick Nézet-Séguin, Leonard Slatkin, Trevor Pinnock, Susanna Mälkki, Antonio Pappano, Fabio Luisi und Zubin Mehta.
Beatrice Rana gilt als eine der führenden Pianistinnen Italiens. Sie lebt in Rom.

## Alben
- 2012: Chopin: 26 Préludes, Skrjabin: Sonate Nr. 2 op. 19 (ATMA Classique)
- 2013: Beatrice Rana, Silver Medalist (Harmonia Mundi)
- 2016: Prokofjew: 2. Klavierkonzert, Tschaikowski: 1. Klavierkonzert; Orchestra dell’Accademia di Santa Cecilia, Antonio Pappano (Warner Classics)
- 2017: Johann Sebastian Bach: Goldberg-Variationen (Warner Classics)
- 2019: Ravel: Miroirs, La Valse; Strawinsky: Sätze aus Petruschka und Der Feuervogel, bearbeitet für Klavier (Warner Classics)
- 2021: Chopin: Etudes op. 25, 4 Scherzi (Warner Classics)
- 2023: Clara Wieck-Schumann: 1. Klavierkonzert op. 7 und Robert Schumann: Klavierkonzert op. 64 (Warner Classics)
- 2024: Chopin · Beethoven SONATAS: Chopin: Sonate b-moll, op. 35; Beethoven: Sonate Nr. 29 B-Dur, op. 106 („Hammerklavier“). (Warner Classics)